# Neoempheria shannoni
Neoempheria shannoni är en tvåvingeart som beskrevs av Edwards 1940. Neoempheria shannoni ingår i släktet Neoempheria och familjen svampmyggor. Inga underarter finns listade i Catalogue of Life.